# 戈巴爾甘傑沙達爾烏帕齊拉
戈巴爾甘傑沙達爾乌帕齐拉是孟加拉国吉大港縣的一个乌帕齐拉，位於達卡专区的戈巴爾甘尼縣。。

## 人口
據1991年孟加拉國人口普查，戈巴爾甘傑沙達爾共有戶數51630戶，人口291409人。其中男性佔比50.73%，女性佔比49.27%；成年人口144,978人。該地7歲以上人口之平均識字率為44.7%。